# Salix kinuyanagi
Salix kinuyanagi är en videväxtart som beskrevs av Arika Kimura. Salix kinuyanagi ingår i släktet viden, och familjen videväxter. Inga underarter finns listade i Catalogue of Life.